# Eremobates bonito
Espèce
Eremobates bonito est une espèce de solifuges de la famille des Eremobatidae.

## Distribution
Cette espèce est endémique du Coahuila au Mexique. Elle se rencontre vers Parras de la Fuente.

## Description
Le mâle holotype mesure 20,5 mm.

## Publication originale
- Cushing & Brookhart, 2016 : Nine new species of the Eremobates scaber species group of the North American camel spider genus Eremobates (Solifugae, Eremobatidae). Zootaxa, no 4178(4), p. 503-520.